# Anna Maria Taigi
Anna Maria Giannetti Taigi (Siena, 29 maggio 1769 – Roma, 9 giugno 1837) è stata una terziaria secolare italiana dell'Ordine della Santissima Trinità, proclamata beata da papa Benedetto XV nel 1920.

## Biografia
Anna Maria Giannetti Taigi nacque a Siena il 29 maggio 1769 e fu battezzata il giorno seguente. In seguito a dissesti finanziari i genitori, Luigi Giannetti, un farmacista, e Maria Masi, si trasferirono in cerca di occupazione a Roma, quando lei aveva solo sei anni. A Roma Anna Maria Giannetti studiò inizialmente presso le Maestre Pie, poi, dopo aver contratto il vaiolo, in una scuola di lavori femminili. Iniziò a lavorare come cameriera a palazzo Maccarani, dove conobbe il futuro marito Domenico Taigi, servitore dei principi Chigi. I due si sposarono nel 1789 ed ebbero sette figli, tre dei quali morirono in tenera età.
Rimasta scossa per aver ascoltato da sua madre una lettura sul Giudizio Universale, decise di abbracciare una vita di digiuno e penitenza. Nel 1790, presso la chiesa di San Carlino alle Quattro fontane, fu aggregata al terz'ordine secolare dei trinitari scalzi.
Ebbe fama di possedere doti mistiche e operare guarigioni: a lei si rivolse anche Maria Luisa di Borbone-Spagna, regina consorte d'Etruria, affetta da crisi epilettiche dalle quali sarebbe guarita grazie all'intercessione della futura santa. Tra i suoi carismi spicca quello di un globo luminoso come un sole in miniatura, che avrebbe brillato davanti ai suoi occhi per 47 anni, dal 1790 alla morte: in esso, sospeso a una distanza di un metro dal suo viso e sovrastandolo di circa venticinque centimetri, avrebbe visto avvenimenti passati e futuri, e lo stato delle anime di vivi e defunti. Riferì che le causava dolore soprattutto vedere le anime finire all'inferno, dopo aver assistito al loro giudizio e conoscendo quindi le ragioni della condanna. Morì a Roma il 9 giugno 1837.
Devota al suffragio delle anime in Purgatorio, ideò il Rosario dei Cento Requiem, una sequenza che prevede di recitare l'Eterno riposo con l'ausilio di una normale corona con la quale più comunemente si pronunciano le Ave Maria.

## Il culto
La causa di canonizzazione fu introdotta l'8 gennaio 1863 da papa Pio IX, che ordinò la traslazione del corpo nella chiesa di San Crisogono. Il 4 marzo 1906 papa Pio X decretò le sue virtù eroiche dichiarandola venerabile. Papa Benedetto XV la beatificò il 30 maggio 1920.
La memoria liturgica ricorre il 9 giugno, giorno della sua morte. Il suo corpo incorrotto è venerato nella basilica di San Crisogono a Trastevere.
Un'orazione, scritta da Anna Maria Taigi, ma pubblicata sotto altro nome, che inizia con le parole Prostrato a' vostri piedi santissimi, o gran Regina del cielo, fu approvata da papa Pio VII il 6 marzo 1809. Egli concesse l'indulgenza di 100 giorni per ogni volta che la si recitasse, mentre plenaria per coloro che l'avessero recitata tutti i giorni per un mese intero.

## La profezia dei "Tre giorni di buio"
Ad Anna Maria Taigi viene attribuita l'origine della profezia dei "Tre giorni di buio", ripresa in seguito da altri mistici, tra i quali la beata Elena Aiello e, senza però riferimenti alla durata, da santa Maria Faustina Kowalska. Della profezia, citata da diversi autori, non risulta però con certezza una fonte originaria direttamente attribuibile alla Taigi stessa.